# Цис-мол
Цис-мол је молска лествица, чија је тоника тон цис, а као предзнак има четири повисилице.

## Варијанте лествице
На слици испод се дају видети редом, природна, хармонска и мелодијска цис-мол лествица:
У хармонском молу седми тон при повишењу прелази из чистог ха у хис, а у мелодијском цис-молу шести тон бива повишен из чистог а у аис.

## Познатија класична дела у цис-молу
- Месечева соната, оп. 27, Бетовен
- Фантазија импромпту, Шопен
- Мађарска рапсодија бр. 2, Лист
- Прелудијум и цис-молу, Рахмањинов
- Клавирски концерт оп. 30, Николај Римски-Корсаков